# Vernoy
 Vernoy  es una comuna y población de Francia, en la región de Borgoña, departamento de Yonne, en el distrito de Sens y cantón de Chéroy.
Su población en el censo de 1999 era de 179 habitantes.
Está integrada en la Communauté de communes Gâtinais Bourgogne .

## Demografía
| 279 | 208 | 191 | 176 | 191 | 179 |
| Para los censos de 1962 a 1999 la población legal corresponde a la población sin duplicidades (Fuente: INSEE [Consultar]) |     |     |     |     |     |